# Wolta Czarna
Wolta Czarna (ang. Black Volta, fr. Volta Noire), znana również jako Mouhoun – rzeka dająca początek rzece Wolta w zachodniej Afryce. Rozpoczyna bieg w zachodniej części Burkina Faso i płynie około 1352 km do Wolty Białej w Ghanie. Na krótkich odcinkach tworzy granicę między Ghaną i Wybrzeżem Kości Słoniowej oraz Ghaną i Burkina Faso.